# Zwanny Naber
Zwanny Naber (1967) is een Nederlands politica namens de Partij voor de Dieren (PvdD).
Naber is sinds het najaar van 2019 commissielid bij de gemeenteraadsfractie in Buren voor de PvdD. Bij de gemeenteraadsverkiezingen van 2022 stond zij voor de partij op de tweede plek. De partij haalde echter één zetel. 
Bij de waterschapsverkiezingen van 2023 stond Naber voor de partij op de derde plek bij Waterschap Rivierenland. De partij haalde twee zetels en Naber werd commissielid vanaf maart 2023 tot juli 2024.
In maart 2024 werd Naber verkozen tot partijvoorzitter.
Naast haar politieke functies werkt Naber als vakbondsbestuurder bij FNV.